# August Blatter
August Blatter (* 13. Juni 1902 in Trogen; † 30. Januar 1978 in Basel) war ein Schweizer Primarlehrer, Bildhauer und Maler.

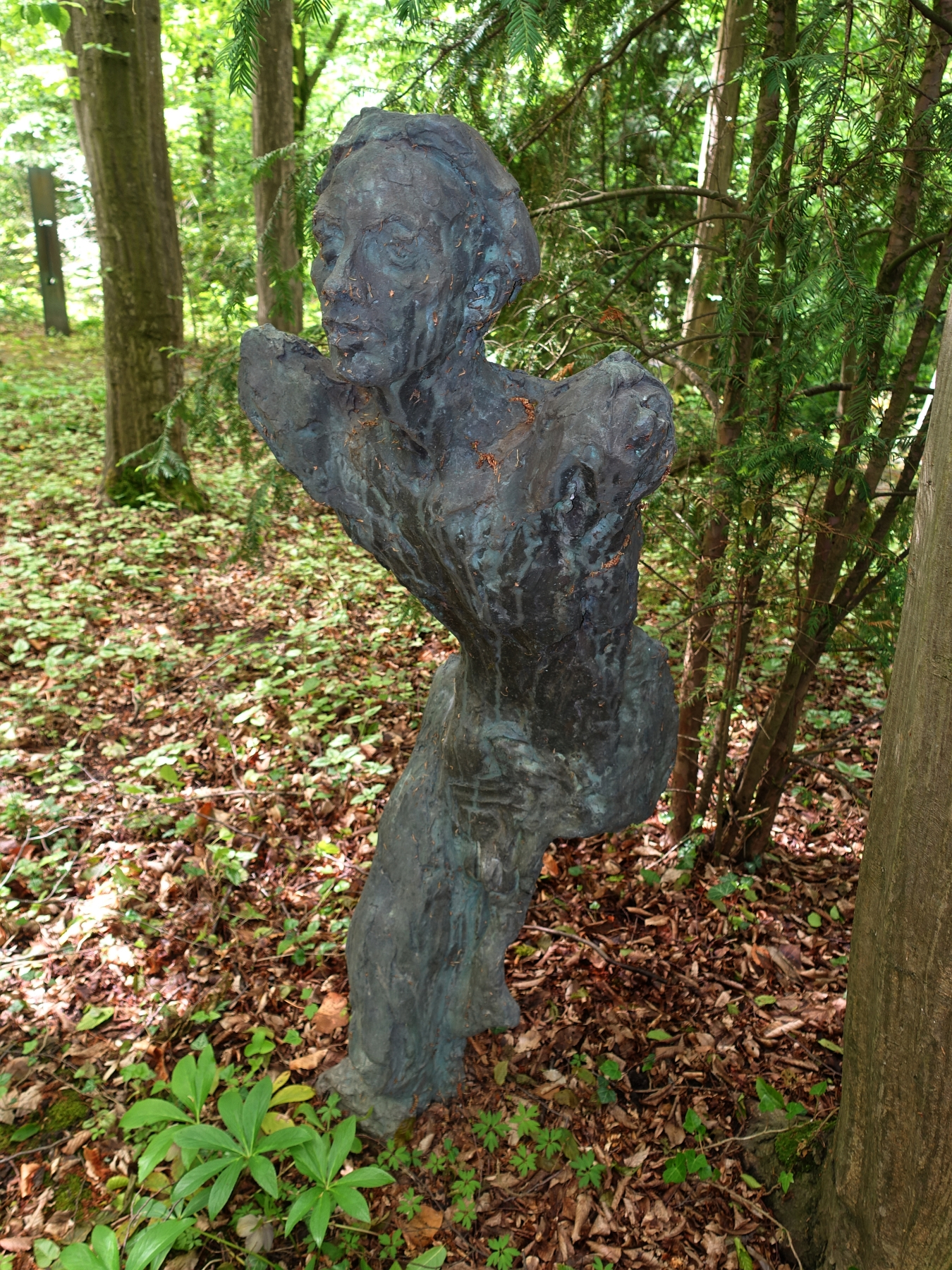
Grab auf dem Basler Friedhof am Hörnli

## Leben und Werk
August Blatter besuchte in Basel das Gymnasium und absolvierte von 1921 bis 1923 in Berlin eine Steinbildhauerlehre. Wieder in der Schweiz, bildete er sich im Atelier von Max Fueter, in Paris an der Académie de la Grande Chaumière sowie an der Allgemeinen Gewerbeschule Basel weiter. Ein Stipendium ermöglichte es ihm, eine Studienreise nach Rom und Sizilien zu unternehmen.
Blatter schuf u. a. Porträtbüsten von Jakob Probst, Karl Theophil Dick und vom Hochschullehrer Paul Vosseler (1890–1979). In seinen letzten Lebensjahren wandte er sich vermehrt der Aquarellmalerei und dem Zeichnen zu. Blatter war Mitglied der Basler Sektion der Gesellschaft Schweizerischer Maler und Bildhauer (GSMBA). Wie viele seiner Künstlerkollegen konnte er nicht von seiner Kunst leben und musste bis 1960 als Primarlehrer seinen Lebensunterhalt verdienen.
Blatter war mit Alice, geborene Schenker (1910–1995), verheiratet und fand seine letzte Ruhestätte auf dem Friedhof am Hörnli.